# Impruneta
Impruneta es una localidad italiana de la ciudad metropolitana de Florencia, región de Toscana, con 14.860 habitantes.

Ubicación de la ciudad de Impruneta dentro de la provincia de Florencia.

## Evolución demográfica
| Gráfica de evolución demográfica de Impruneta entre 1861 y 2001 |
|                                                                 |
| Fuente ISTAT - Elaboración gráfica por parte de Wikipedia       |